# L'Homme qui jouait à être Dieu
Pour plus de détails, voir Fiche technique et Distribution.
L'Homme qui jouait à être Dieu (titre original : The Man Who Played God) est un film américain réalisé par John G. Adolfi, sorti en 1932.

## Synopsis
Un musicien, Montgomery Royale (joué par George Arliss) donne un concert privé pour un monarque en visite officielle, et est blessé quand une bombe explose lors d'une tentative d'assassinat contre le monarque. Rendu sourd par l'explosion, et par conséquent sa carrière musicale ruinée, Royale retourne à New York avec sa sœur (Louise Closser Hale), une amie proche, Mildred (Violet Heming) et sa fiancée Grace (Bette Davis).
Après avoir pensé un temps à se suicider, il découvre qu'il peut lire sur les lèvres et passe son temps à observer les promeneurs de Central Park. Quand il entend parler de problèmes qu'ont les inconnus qu'il observe, il essaie d'arranger les situations en envoyant anonymement des cadeaux aux personnes concernées. Il consacre de plus en plus de temps à « jouer à être Dieu » mais ses actions sont dénuées de toute sincérité. Un jour, il épie une conversation entre Grace et un jeune homme (Donald Cook) et se rend compte que Grace est tombée amoureuse de ce dernier. Elle dit pourtant au jeune homme qu'elle doit renoncer à leur amour et se destiner à Royale. Royale est ému par cette générosité et son sacrifice. Il va parler avec elle et rompt leurs fiançailles, en l'autorisant à suivre son cœur.
Royale continue d'agir en philanthrope, mais son attitude à changer et sa motivation devient plus altruiste. Il se rapproche de Mildred et le film se termine en dessinant les traits d'une romance naissante entre eux deux.

## Fiche technique
- Titre : L'Homme qui jouait à être Dieu
- Titre original : The Man Who Played God
- Réalisation : John G. Adolfi
- Adaptation : Julien Josephson et Maude T. Howell d'après une histoire de Gouverneur Morris et la pièce The Silent Voice de Jules Eckert Goodman
- Photographie : James Van Trees
- Montage : William Holmes
- Musique : Leo F. Forbstein
- Direction artistique : Jack Okey
- Costumes : Earl Luick
- Producteurs : Darryl F. Zanuck et Jack L. Warner (producteur exécutif) non crédités
- Société de production : Warner Bros. Pictures
- Pays d'origine :  États-Unis
- Format : Noir et blanc — 35 mm — 1,37:1 — Son : Mono
- Genre : Film dramatique
- Durée : 80 minutes (1 h 20)
- Dates de sortie : 
  - États-Unis : 20 février 1932 (sortie nationale)
  - France : 5 décembre 1932

## Distribution
- George Arliss : Montgomery Royale
- Violet Heming : Mildred Miller
- Bette Davis : Grace Blair
- André Luguet : le roi
- Louise Closser Hale : Florence Royale
- Donald Cook : Harold Van Adam
- Ivan F. Simpson : Battle
- Oscar Apfel : Appleby, le professeur de lecture labiale
- Charles E. Evans : le docteur
- Hedda Hopper : Mme Alice Chittendon
- William Janney
- Fred Howard
- Murray Kinnell : assistant du roi

acteurs non crédités au générique :
- Wade Boteler : un détective
- Elspeth Dudgeon : femme désirant acheter un billet d'entrée
- Russell Hopton : un journaliste
- Ray Milland : Eddie
- Paul Panzer : officier espion
- Paul Porcasi : directeur de la salle de concert à Paris
- Harry Stubbs : Tom Chittendon
- Michael Visaroff : officier espion
- Leo White : l'acheteur du billet d'entrée

## Musiques du film
- Fantaisie-Impromptu (1855) de Frédéric Chopin, jouée au piano par George Arliss (doublé par Salvatore Santaella), durant le concert
- Sonate pour piano nº 14 (1802) de Ludwig van Beethoven, jouée au piano par George Arliss (doublé par Salvatore Santaella), pour le roi
- Onward, Christian Soldiers (1871) d'Arthur Sullivan, joué à l'orgue par George Arliss, à la fin du film

## À noter
- Bette Davis obtient avec ce film son premier grand rôle. Le succès inattendu de ce film lui vaut un gros contrat de sept ans chez Warner Bros Pictures.